# Crotalaria germainii
Crotalaria germainii är en ärtväxtart som beskrevs av Rudolf Wilczek. Crotalaria germainii ingår i släktet sunnhampor, och familjen ärtväxter. Inga underarter finns listade i Catalogue of Life.